# Höster Mühle
Die Höster Mühle war eine an der Niers gelegene Wassermühle in der Gemeinde Weeze mit unterschlächtigem Wasserrad.

## Geographie
Die Höster Mühle hatte ihren Standort am Höst-Vornicher-Weg, an der linken Seite der Niers, in der Gemeinde Weeze, Kreis Kleve, in Nordrhein-Westfalen. Oberhalb hatte die Niersmühle Weeze, unterhalb die Susmühle ihren Standort.
Die Niers hat hier eine Höhe von ca. 18 m über NN. Die Pflege und Unterhaltung des Gewässers obliegt dem Niersverband, der in Viersen seinen Sitz hat.

## Geschichte
Die Höster Mühle fand ihre urkundliche Ersterwähnung im Jahre 1330, als Graf Dietrich Luf III. von Kleve bei einer Einkünfteregelung des Lehensmann Dietrich von der Straten, die Einnahmen aus der Mühle zu Hoest hat aufnehmen lassen. Die Mühle war ein Lehen des Ruleken Hagedorn. Zum Höster Lehen gehörten eine Korn-, Voll-, Öl- und Lohmühle, die 1487 bei der Erbteilung des Heinrich Schenk von Nydeggen genannt werden. Ob es sich um ein Objekt oder um vier Mühlen handelte, ist nicht bekannt. Auf der Tranchotkarte 1803/04 wurde die Mühle auch Hartefeldmühle genannt. Im Jahre 1841 lässt der Ritterschaftsrat Freiherr von Hertefeld eine zu Höst an der Niers gelegene Kornwassermühle mit 2 Mahlgängen, Müllerwohnung und Kornscheune verkaufen. 1843 war Peter Stammen der Besitzer der Mühle. 1904/05 brannte die Mühle nieder und wurde wieder aufgebaut. 1911 wurde die Mühle mit einer Dampflokomobile betrieben, nach der Flussregulierung der Nier und der Beseitigung des Mühlenstaus im Jahre 1929 wurde auf Elektroantrieb umgestellt. 1955 wurde der Mühlenbetrieb eingestellt.

## Galerie

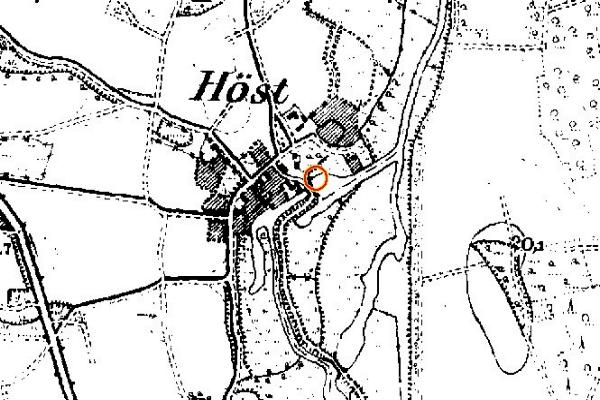
Höster Mühle auf der Neuaufnahme 1892
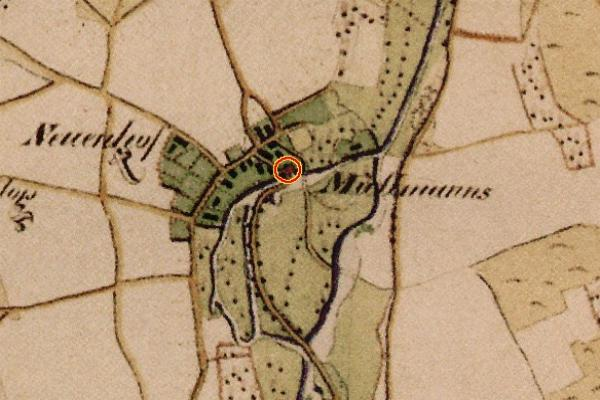
Höster Mühle auf der Urkatasterkarte 1843
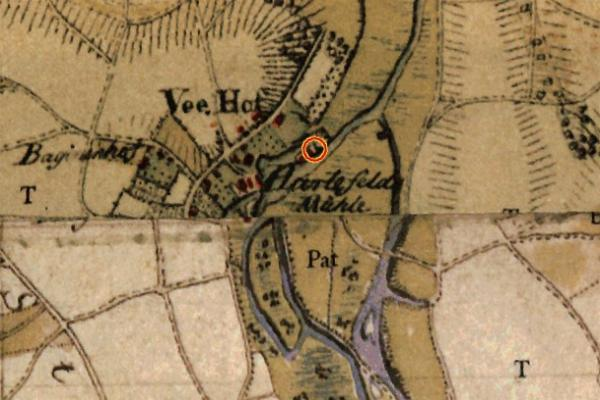
Höster Mühle auf der Tranchotkarte 1803/04
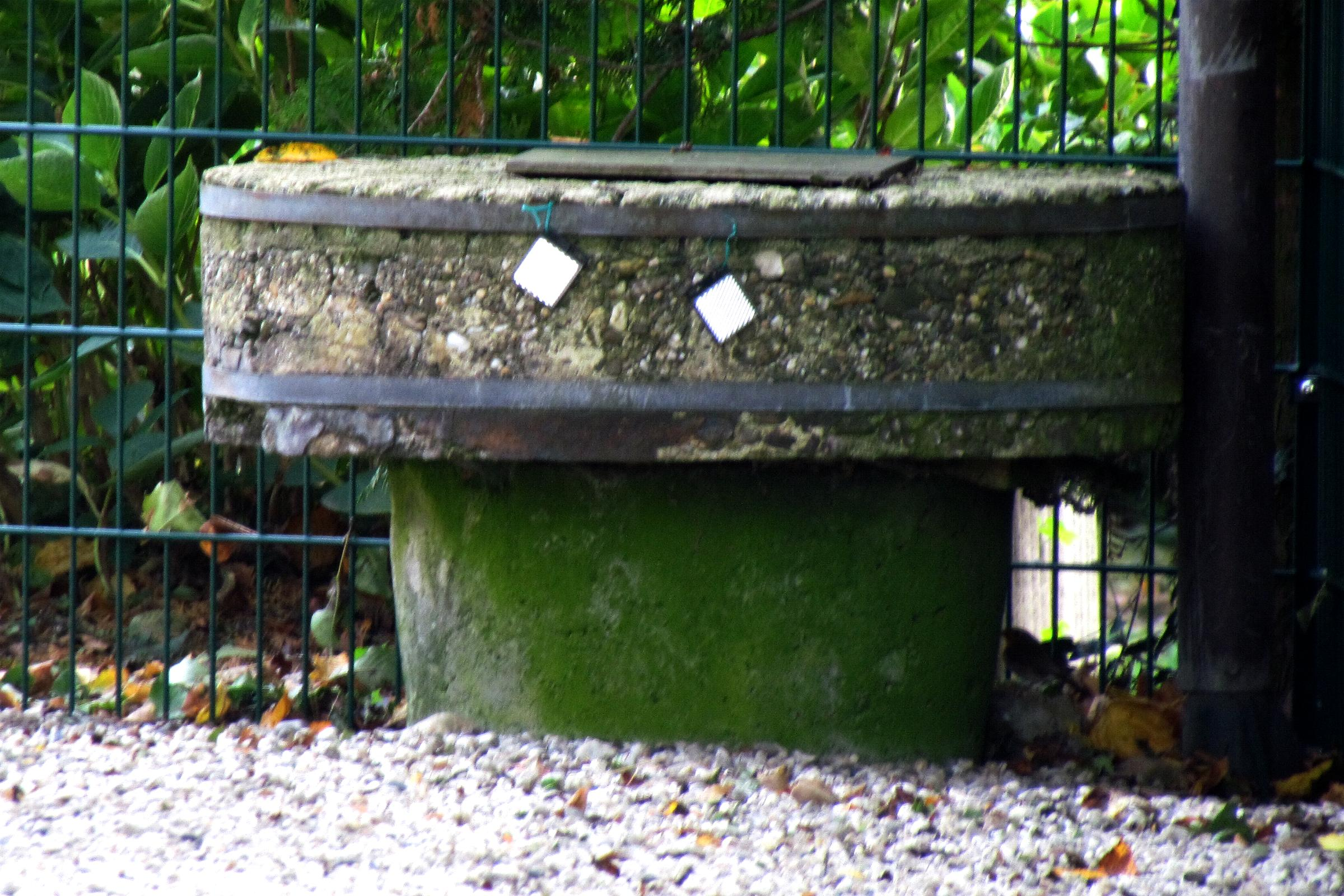
Mühlstein als Zeitzeuge